# Санта-Крус (Венесуэла)
Санта-Крус (исп. Santa Cruz) — город на севере Венесуэлы, на территории штата Арагуа. Является административным центром муниципалитета Хосе-Анхель-Ламас.

## История
Поселение, из которого позднее вырос город, было основано в 1782 году. 23 октября 1986 года Санта-Крус стал административным центром новообразованного муниципалитета Хосе-Анхель-Ламас.

## Географическое положение
Санта-Крус расположен на северо-западе центральной части штата, на берегах реки Арагуа, на расстоянии приблизительно 7 километров к востоку-юго-востоку (ESE) от города Маракай, административного центра штата. Абсолютная высота — 592 метра над уровнем моря.

## Климат
Климат города характеризуется как тропический, с сухой зимой и дождливым летом (Aw в классификации климатов Кёппена). Среднегодовое количество атмосферных осадков — 946 мм. Наибольшее количество осадков выпадает в августе (171 мм). Средняя годовая температура составляет 25,1 °C.

## Население
По данным Национального института статистики Венесуэлы, численность населения города в 2013 году составляла 38 316 человека.

## Транспорт
К северу от города проходит национальная автомагистраль № 1 (исп. Troncal 1). К западу расположен военный аэродром Либертадор.